# 板垣克巳
板垣 克巳（いたがき かつみ、1961年（昭和36年）6月3日 - ）は、日本の外交官。
現在は駐パラグアイ特命全権大使を務める。

## 概要
1984年（昭和59年）3月に埼玉大学教養学部教養学科を卒業後、同年4月に外務省に就職。外務省では、紛争での難民対策や病院や道路等の、インフラ整備に関係する経済的な仕事を担当した 。海外での駐在はスペインやペルー、コロンビア、パナマ、グアテマラなどで通算22年の経験がある。中南米の6カ国で、大使館と総領事館勤務の経験がある上に、人脈も豊富なので一部からは「中南米の専門家」と呼ばれている 。現在のパラグアイは8カ国目の赴任地。
在ペルー日本国大使館で2等書記官だった1996年（平成8年）12月には、在ペルー日本大使公邸占拠事件に巻き込まれ人質になった。1997年（平成9年）4月22日（現地時間）にペルー軍の特殊部隊が突入し救出されるまで、127日間も拘束された。また、在パナマ日本国大使館時代には、TAJIMA号事件の解決にも関わった。山口大学、母校でもある秋田県立秋田高等学校などで、国際情勢や政府開発援助などに関する講演も行なっている。

## 略歴
- 1984年（昭和59年）3月 - 埼玉大学教養学部教養学科を卒業する[1]。
- 1984年（昭和59年）4月 -  外務省に入省する[1]。
- 1984年（昭和59年）8月 - 経済局国際機関第二課に配属[1]。
- 1985年（昭和60年）6月 - 研修で在スペイン日本国大使館に配属[1]。
- 1987年（昭和62年）6月 - 在コロンビア日本国大使館の三等書記官となる[1]。
- 1989年（平成元年）9月 - 外務大臣官房に配属[1]。
- 1990年（平成2年）2月 - 国際連合局人権難民課に配属[1]。
- 1993年（平成5年）8月 - 国際社会協力部人権難民課（難民支援室）に配属[1]。
- 1993年（平成5年8月） - 経済協力局無償資金協力課となる[1]。
- 1996年（平成8年）3月 - 在ペルー日本国大使館の二等書記官となる[1]。
- 1996年（平成8年）12月 -在ペルー日本大使公邸占拠事件に巻き込まれ、人質となる[5]。
- 1997年（平成9年）5月 - 在バルセロナ日本国総領事館の首席領事となる[1]。
- 1999年（平成11年）6月 - 在パナマ日本国大使館の二等書記官となる[1]。
- 2000年（平成12年）4月 - 在パナマ日本国大使館の一等書記官となる[1]。
  - TAJIMA号事件の解決に関わる[2][3]。
- 2002年（平成14年）11月 - 在グアテマラ日本国大使館の一等書記官となる[1]。
- 2005年（平成17年）7月 - 経済協力局無償資金協力課課長補佐に就任する[1]。
- 2006年（平成18年）8月 - 国際協力局無償資金・技術協力課課長補佐に就任[1]。
- 2008年（平成20年）11月 - 広報文化交流部文化交流課首席事務官となる[1]。
- 2010年（平成22年）3月 - 外務大臣官房監察査察室首席事務官となる[1]。
- 2013年（平成25年）2月 - 在エクアドル日本国大使館の参事官となる[1]。
- 2017年（平成29年）1月 - 在エクアドル日本国大使館の公使参事官となる[1]。
- 2018年（平成30年）2月 - 国際協力局開発協力企画室長に就任する[1]。
- 2020年（令和2年）4月23日 - 在レオン日本国総領事館の総領事となる[13]
- 2024年（令和6年）11月21日 - 駐パラグアイ日本国大使となる[14]。
- 2024年（令和6年）12月20日 - 駐パラグアイ日本国特命全権大使となる[6]。

## 同期
- 有吉勝秀（23年コスタリカ大使・20年エルサルバドル大使）
- 礒正人（22年クロアチア大使・18年デュッセルドルフ総領事）
- 伊藤康一（24年ギリシャ大使・20年ニュージーランド大使）
- 伊藤直樹（24年ベトナム大使・19年バングラデシュ大使・17年シカゴ総領事）
- 今村朗（23年セルビア大使・20年ジョージア大使・23年セルビア大使）
- 岩井文男（20年サウジアラビア大使・15年イラク大使）
- 大森茂（17年セネガル大使・15年法務省名古屋入国管理局長）
- 岡田隆（20年アフガニスタン大使）
- 岡庭健（24年アラブ首長国連邦大使・21年ケニア大使）
- 菊田豊（21年ネパール大使・18年ナイジェリア大使）
- 下川眞樹太（22年フランス、アンドラ大使・19年ベルギー大使・17年大臣官房長・16年国際文化交流審議官）
- 杉山明（24年ノルウェー大使・21年特命全権大使（国際テロ対策・組織犯罪対策協力担当）・18年スリランカ大使・17年儀典長・15年内閣審議官・13年山形県警察本部長）
- 鈴木哲（19年インド大使・17年総合外交政策局長・16年国際情報統括官）
- 竹若敬三（21年北極担当大使・19年ラオス大使）
- 千葉明（22年バチカン大使、19年ASEAN大使・16年ロサンゼルス総領事）
- 梨田和也（19年タイ大使・17年国際協力局長）
- 藤山美典（22年スイス兼リヒテンシュタイン大使）
- 藤原直（21年エディンバラ総領事）
- 正木靖（23年インドネシア大使・20年EU大使・17年欧州局長）
- 森下敬一郎（21年エクアドル大使・17年コロンビア大使）
- 山上信吾（20年オーストラリア大使・18年経済局長・17年国際情報統括官）
- 山田洋一郎（22年モルドバ大使・20年立命館アジア太平洋大学アジア太平洋学部教授（出向）・17年シアトル総領事）
- 山野内勘二（22年カナダ大使・18年ニューヨーク総領事・16年経済局長）